# Publieke rede
Publieke rede refereert aan een gemeenschappelijke overtuiging die individuen kunnen hebben over zaken in het publieke domein. Het concept impliceert de exclusiviteit van bepaalde aannames of belangen die als ontoereikend als basis voor publieke besluitvorming worden gezien, zelfs indien een persoon ze toepast in persoonlijke beslissingen die geen significante invloed hebben op de samenleving als geheel.
Het begrip is in het leven geroepen door Immanuel Kant en later ontwikkeld door John Rawls voor zijn Theorie van rechtvaardigheid.